# Маммиллярия Гумбольдта
Маммиллярия Гумбольдта (лат. Mammillaria humboldtii) — кактус из рода Маммиллярия. Вид назван в честь немецкого исследователя Александра фон Гумбольдта

## Описание
Стебель сдавлено-шаровидный или шаровидный, до 7 см высотой и в диаметре, светло-зелёный.
Радиальных колючек до 80, белые, длиной 0,4-0,6 см. Центральных колючек нет.
Цветки до 1,5 см в диаметре, красные. Плоды красноватые.

## Распространение
Эндемик мексиканского штата Идальго.